# Рои (село, Кировская область)
Рои — село в Арбажском районе Кировской области. 

## География
Находится на расстоянии примерно 13 километров по прямой на восток-северо-восток от районного центра поселка Арбаж.

## История
Село возникло в 1875 году. Роёвская деревянная церковь Александра Невского начала работать с 1882 года. В 1905 году учтено было дворов 4 и жителей 9, в 1926 21 и 36, в 1950 33 и 91. В 1989 году проживало 274 человека. До января 2021 года входил в Арбажское городское поселение до его упразднения.

## Население
Постоянное население составляло 146 человек (русские 99%) в 2002 году, 70 в 2010.